# Commodores
The Commodores är en funk/soulgrupp som hade sin storhetstid under 1970-talet och 1980-talet. Deras skivor släpptes på skivbolaget Motown och har därmed också delvis influerats av dess speciella sound.
The Commodores bildandes av ett gäng kompisar på Tuskegee Institute i Alabama 1968.
Gruppen är kanske mest känd för sina ballader, såsom "Easy" och "Three Times a Lady".
Bandmedlemmarna turades om med att sjunga i gruppen.
När Richie 1981/1982 lämnade gruppen för en solokarriär tog före detta Heatwave-sångaren J.D. Nicholas över sången i gruppen tillsammans med trummisen Walter Orange.
Idag[när?] består bandet av Orange, King och Nicholas.

## Medlemmar och tidigare medlemmar
- Lionel Richie (sång, saxofon, piano) - född 20 juni 1949, i Tuskegee, Alabama (1968–1982)
- Thomas McClary (gitarr) - född 6 oktober 1950, i Eustis, Florida.
- Milan Williams (Keyboard) - född 28 mars 1948 i Okolona, Mississippi, död i cancer, 9 juli 2006 i Houston, Texas.
- William King (trumpet) - född 30 januari 1949, i Florida.
- Ronald La Pread (bas) - född 4 september 1946, i Alabama.
- Walter Orange (sång, trummor) - född 10 december 1946, i Florida.

## Diskografi
- Machine Gun (1974)
- Caught in the Act (1975)
- Movin' On (1975)
- Hot On The Tracks (1976)
- Commodores (1977)
- The Commodores Live! (1977) #3 U.S.,
- Natural High (1978) #3 U.S.,
- Midnight Magic (1979)
- Heroes (1980)
- In The Pocket (1981)
- Commodores 13 (1983)
- Nightshift (1985)
- United (1986)